# Кръговрат на въглерода
Биогеохимичният кръговрат на въглерода се очертава като най-интензивният между всички биогеохимични цикли. Въглеродът циркулира с висока скорост както между различните неорганични (абиотични) среди, така и посредством хранителните мрежи, създадени вътре в съобществата от живи организми. Въглеродният кръговрат е открит от Антоан Лавоазие и Джоузеф Пристли и популяризиран от Хъмфри Дейви.
Въглеродът като биогенен елемент е с първостепенно значение. Съществуването му в природата се свежда главно до две минерални проявления. Това са варовиците (СаСО3) с биологичен произход и въглеродният диоксид (СО2), който е циркулиращата форма на неорганичния въглерод. Атмосферата съдържа само 0,03% СО2. Въпреки че е ниска тази концентрация, с нея автотрофните растения на сушата осъществяват първичната биопродукция. По някои данни, годишната първична продукция на планетата се равнява на 164 милиарда тона суха биологична маса. Износът на СО2 от атмосферата се възстановява от СО2 разтворен в океана. Този резерв съдържа 50 пъти повече СО2 от онзи в атмосферата. Обменът на СО2 между водата, въздуха и сушата се изразява с формулата:
| СО2 (въздух) => СО2 (вода) + Н2О => | Н2СО3               | => Н+ + НСО3- |
|                                     | въглеродна киселина |               |

Макар и с ниско съдържание и със слаба киселинност, Н2СО3 на разтворения СО2 в континенталните води реагира с повърхностните минерали. При карбонатите, какъвто е варовикът, в циркулацията се въвлича и Са (калций) във вид на разтворим във вода хидрогенкарбонат:
Н2СО3 + СаСО3 => Са (НСО3)2
хидрогенкарбонатът се изнася с речните води в океана и безгръбначните морски животни го превръщат в калцит или арагонит на своите черупки или външен скелет. Така са създадени мощните пластови отложения от варовик.
Два фундаментални процеса, фотосинтеза и дишане, обуславят циркулацията на въглерода в биосферата. Обединяват се като два обратими процеса по уравнението:
| 6СО2 + 6Н2О ← дишане ↔ фотосинтеза → | С6Н12О6 | + 6О2 |
|                                      | глюкоза |       |

Фотосинтезата се осъществява с енергията на червените кванти с λ ~ 650 – 700 nm и, с чието поглъщане от хлорофила следва синтезата на всички биохимични съединения, съставящи живата клетка. В тях е акумулирана светлинната енергия в химично преобразуван вид. Тази енергия се консумира от автотрофните и хетеротрофни организми в химична, осмотична, електрична (нервни клетки) и механична (движение) работа и е необходима за тяхната жизнена дейност, растеж и възпроизвеждане. Съпровожда се от обратния на фотосинтезата биохимичен процес на еквимолекулен разход на О2 (кислород) и отделяне на СО2 – дишане. В минали геоложки условия, органичната биомаса създадена от фотосинтезата не е минерализирана напълно по аеробен път до СО2. Изключена е от кръговрата и е натрупана в залежи като торф, въглища, нефт и др. Понастоящем, изгарянето на тези залежи обогатява атмосферата с СО2. Трябва да се отбележи, че от началото на кватернера до индустриалното общество, този кръговрат е бил практически безупречен. Най-голямата част от първичната годишна продукция е разлагана в дишането на автотрофните и хетеротрофни организми, при което издишаният СО2 е компенсирал напълно потреблението на същия във фотосинтезата.